# 遺伝子ターゲティング

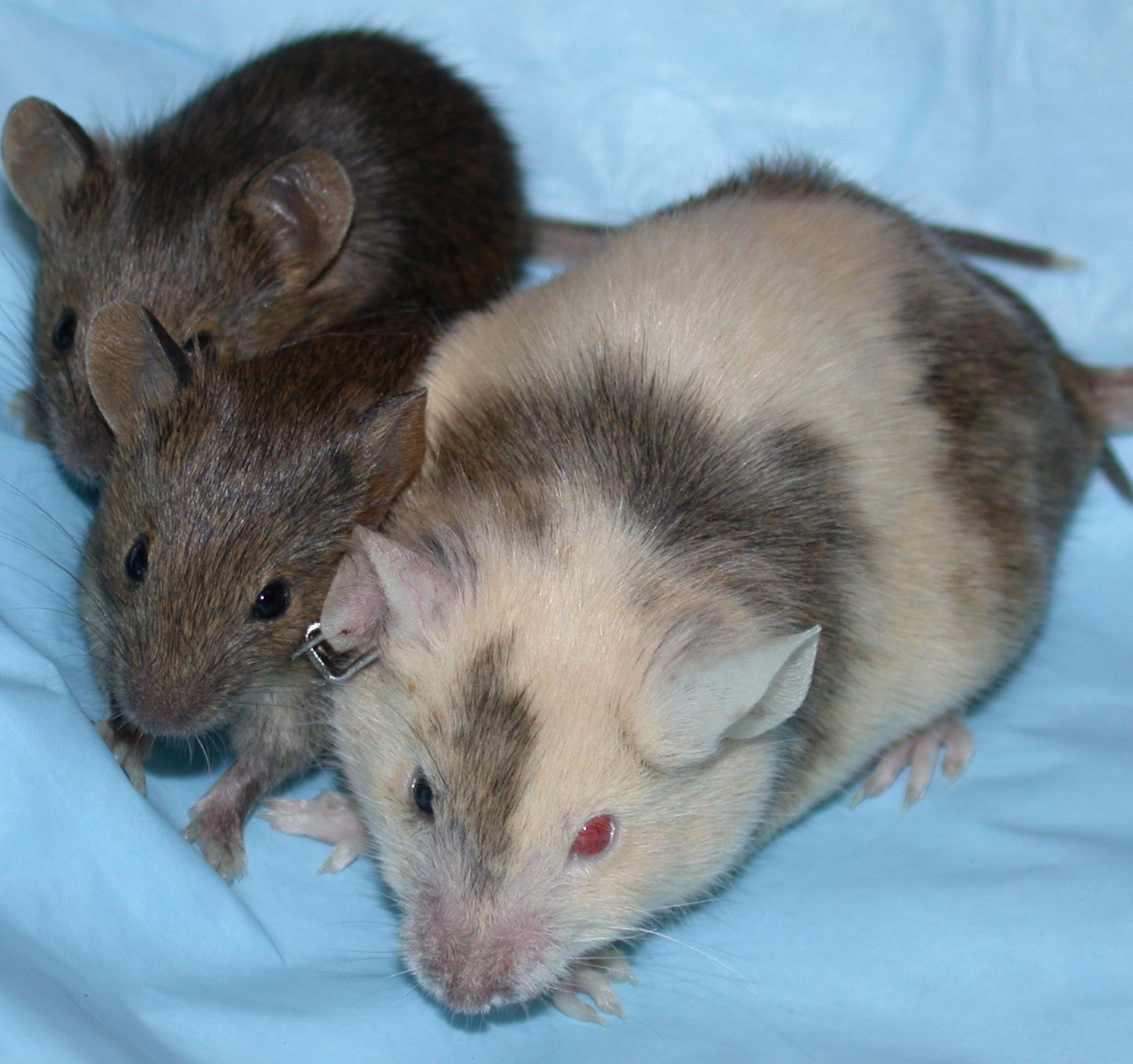
毛色を決めるagouti遺伝子に遺伝子ターゲティングによる改変が行われたキメラ マウスとその子

遺伝子ターゲティング（いでんしターゲティング、ジーンターゲティング、gene targeting；また相同組換えによる塩基置換戦略）は、内在性の遺伝子の改変に相同組換えを用いる遺伝子工学的手法である。この方法は遺伝子の削除、エキソンの除去、遺伝子の導入、点変異の導入などに用いることができる。遺伝子ターゲティングの効果には恒久的なものと、限定的なものとがあり得る。限定的な効果とは、標的となる生物の特定の成長段階や生涯の中の特定時期、また特定の組織における効果などを指す。遺伝子ターゲティングでは対象となる遺伝子に応じて個別にベクターを作成する必要がある一方で、転写活性や遺伝子サイズに関わらずどんな遺伝子にも応用可能である。

## 方法
遺伝子ターゲティングの手法はいくつかのモデル生物に対して確立されており、対象となる種によって異なる場合もある。一般的にターゲティングコンストラクトは細菌の中で作られ、多くは標的遺伝子の一部、レポーター遺伝子、そして（優性の）選択マーカーを含む。
マウスの遺伝子を標的とする場合、コンストラクトは培養下のマウス幹細胞に導入される。コンストラクトが正しく挿入された細胞を選んで胚に注入し、その一部として発生させる。最後に、改変細胞が生殖器官を形成したキメラ個体を交配によって選抜する。この後代は、全身が最初に選抜した幹細胞由来になっている。
ヒメツリガネゴケに用いる場合は、採りたてのプロトプラストとコンストラクトを、ポリエチレングリコールの存在下で混合する。コケの配偶体は半数体であることから、プロトプラストから発生させた原糸体は抗生物質またはPCRによって直接スクリーニングにかけることができる。コケは植物の中では例外的に、遺伝子ターゲティングによる逆遺伝学的手法を高効率で使うことができる。手法に改変が加えられ、遺伝子ターゲティングは牛、羊、豚や多くの菌類でも成功している。
ジンクフィンガーヌクレアーゼ（ZFN）やホーミングエンドヌクレアーゼ、転写活性化因子様エフェクターヌクレアーゼ（TALEN）などの人工ヌクレアーゼの利用により、遺伝子ターゲティングの効率を上げることができる。今日までに、これらの手法はショウジョウバエ、タバコ、トウモロコシ、ヒト細胞、マウスやラットなどで応用されている。

## ジーントラップ法との違い
遺伝子ターゲティングは特定の遺伝子を標的にするのに対し、ジーントラップ法では遺伝子カセットのランダムな挿入を利用する。ジーントラップ法ではひとつのカセットをさまざまな標的配列への挿入に用いることができるが、遺伝子ターゲティングは標的配列との相同性を利用してDNA配列を組み込むため、目的の標的配列に応じて配列を変える必要がある。このため、ジーントラップ法の方がラージスケールに応用しやすい。一方で、遺伝子ターゲティングはトラップスクリーニングでは検出できない低発現量の遺伝子にも用いることができる。また、ジーントラップ法の成功率はイントロンが長い方が高くなるが、遺伝子ターゲティングではコンパクトな遺伝子でも簡単に改変することができる。

## 応用
遺伝子ターゲティングは、さまざまなモデルに対して遺伝子を取り除いたり（ノックアウト）加えたり（ノックイン）特定の変異を入れたりすることで、ヒトの遺伝病の研究に広く使われてきた。かつてはラット細胞のモデルの作出に使われていたが、遺伝子ターゲティングの進歩は同系ヒト疾患モデルの新しい波の到来を可能にした。このモデルは今現在研究者が利用可能なものの中で最も正確なin vitroのモデルであり、特にがん研究の分野において、新規の個人用治療薬や診断の開発を促進している。
作物育種への応用の研究も進んでいる。目的遺伝子がゲノム上のランダムな位置に挿入される従来の遺伝子組換え作物の作出技術に対して、遺伝子ターゲティングではゲノム上の狙った位置に遺伝子を導入することができ、位置効果（position effect）を避けることができる。

## ノーベル賞
2007年、「胚性幹細胞（ES細胞）を用いてマウスの特定の遺伝子を改変する原理の発見」に対してマリオ・カペッキ、マーティン・エバンスとオリバー・スミシーズの3名がノーベル生理学・医学賞を受賞した

。